# Liettres
Liettres és un municipi francès situat al departament del Pas de Calais i a la regió dels Alts de França. L'any 2007 tenia 291 habitants.

## Demografia

### Població
El 2007 la població de fet de Liettres era de 291 persones. Hi havia 99 famílies de les quals 20 eren unipersonals (12 homes vivint sols i 8 dones vivint soles), 29 parelles sense fills, 46 parelles amb fills i 4 famílies monoparentals amb fills.
La població ha evolucionat segons el següent gràfic:
Habitants censats

### Habitatges
El 2007 hi havia 112 habitatges, 101 eren l'habitatge principal de la família, 5 eren segones residències i 6 estaven desocupats. Tots els 112 habitatges eren cases. Dels 101 habitatges principals, 85 estaven ocupats pels seus propietaris, 15 estaven llogats i ocupats pels llogaters i 1 estava cedit a títol gratuït; 2 tenien dues cambres, 20 en tenien tres, 19 en tenien quatre i 60 en tenien cinc o més. 83 habitatges disposaven pel capbaix d'una plaça de pàrquing. A 46 habitatges hi havia un automòbil i a 44 n'hi havia dos o més.

### Piràmide de població
La piràmide de població per edats i sexe el 2009 era:
| Homes | Edats   | Dones |
| ----- | ------- | ----- |
| 0     | 95 o +  | 0     |
| 0     | 90 a 94 | 4     |
| 0     | 85 a 89 | 0     |
| 0     | 80 a 84 | 0     |
| 4     | 75 a 79 | 12    |
| 4     | 70 a 74 | 4     |
| 8     | 65 a 69 | 0     |
| 4     | 60 a 64 | 16    |
| 12    | 55 a 59 | 0     |
| 0     | 50 a 54 | 4     |
| 8     | 45 a 49 | 4     |
| 4     | 40 a 44 | 8     |
| 12    | 35 a 39 | 4     |
| 8     | 30 a 34 | 12    |
| 12    | 25 a 29 | 8     |
| 0     | 20 a 24 | 12    |
| 8     | 15 a 19 | 8     |
| 8     | 10 a 14 | 12    |
| 4     | 5 a 9   | 8     |
| 8     | 0 a 4   | 4     |

## Economia
El 2007 la població en edat de treballar era de 175 persones, 116 eren actives i 59 eren inactives. De les 116 persones actives 106 estaven ocupades (68 homes i 38 dones) i 9 estaven aturades (4 homes i 5 dones). De les 59 persones inactives 10 estaven jubilades, 22 estaven estudiant i 27 estaven classificades com a «altres inactius».

### Ingressos
El 2009 a Liettres hi havia 98 unitats fiscals que integraven 299 persones, la mediana anual d'ingressos fiscals per persona era de 14.588 €.

### Activitats econòmiques
Dels 7 establiments que hi havia el 2007, 2 eren d'empreses de fabricació d'altres productes industrials, 2 d'empreses de construcció i 3 d'empreses de comerç i reparació d'automòbils.
Dels 3 establiments de servei als particulars que hi havia el 2009, 1 era un taller de reparació d'automòbils i de material agrícola, 1 fusteria i 1 empresa de construcció.
L'any 2000 a Liettres hi havia 3 explotacions agrícoles.

## Equipaments sanitaris i escolars
El 2009 hi havia una escola elemental integrada dins d'un grup escolar amb les comunes properes formant una escola dispersa.

## Poblacions més properes
El següent diagrama mostra les poblacions més properes.